# SZ 310
De serie SŽ 310 is een elektrisch treinstel van het type Pendolino, bestemd voor het langeafstands-personenvervoer van de Sloveense spoorwegonderneming Slovenske železnice (SŽ).

## Geschiedenis
De driedelige treinen zijn begin 1996 door Slovenske železnice (SŽ) besteld bij het consortium van Fiat, Siemens en Adtranz. Deze treinen zijn afgeleid van de Italiaanse kantelbaktrein ETR 460. Medio 2000 werden de eerste treinen afgeleverd.

## Constructie en techniek
Het treinstel is opgebouwd uit een aluminium frame met luchtgeveerde draaistellen. Het treinstel is uitgerust met kantelbaktechniek. Door deze installatie is het mogelijk dat het rijtuig ongeveer 8° gaat kantelen en daardoor meer comfort in de bochten merkbaar is.

### Nummers
De treinen zijn door Slovenske železnice als volgt genummerd.
- 310 001 + 316 001 + 310 002
- 310 003 + 316 002 + 310 004
- 310 005 + 316 003 + 310 006

## Treindiensten
De treinen worden door Slovenske železnice in gezet op de volgende trajecten.
- Ljubljana - Zidani Most - Celje - Pragersko - Maribor
- Ljubljana - Zidani Most - Celje - Pragersko - Ptuj - Ormoz - Ljutomer -  Murska Sobota

Tot april 2008 als EC Casanova
- Ljubljana - Venetië